# Хайлвиг фон Холщайн
Хайлвиг фон Холщайн (на немски: Heilwig von Holstein; Hedwig von Schauenburg; на датски: Hedvig af Holsten* 1400; † 1436) от рода на графовете на Шауенбург и Холщайн е графиня от Шлезвиг-Холщайн-Рендсбург и чрез женитба графиня на Олденбург и Делменхорст. Майка е на Кристиан I, от 1448 до 1481 г. крал на Дания, също крал на Норвегия и Швеция.
Тя е дъщеря на граф Герхард VI фон Холщайн-Рендсбург (1367 – 1404) и Катарина Елизабет фон Брауншвайг-Люнебург (1385 – 1423), най-възрастната дъщеря на херцог Магнус II от Брауншвайг-Люнебург. 
Сестра е на граф Адолф I, херцог на Шлезвиг, който след смъртта ѝ поема възпитанието на нейните синове.

## Фамилия
На 18 април 1417 г. Хелвиг се омъжва за княз Балтазар фон Верле-Гюстров (1375 – 1421), който умира на 5 април 1421 г. Тя е втората му съпруга. 
Хайлвиг се омъжва на 23 ноември 1423 г. за граф Дитрих фон Олденбург (1390 – 1440). Тя е втората му съпруга. Техните деца са:
- Аделхайд (* ок. 1429; † сл. 21 декември 1492)), омъжена I. пр. 15 ноември 1439 г. за граф Ернст III фон Хонщайн († 1454); II. пр. 7 май 1457 г. за граф Гебхард VI фон Мансфелд († 1492)
- Кристиан I (* 1426; † 1481), граф на Олденбург, крал на Дания, Норвегия и Швеция, херцог на Шлезвиг и Холщайн
- Мориц IV (* 1428; † 1464), граф на Делменхорст
- Герхард Смели (* 1430; † 1500), граф на Олденбург и Делменхорст